# Джермелл Чарло
Джермелл Чарло (англ. Jermell Charlo; нар. 19 травня 1990, Ричмонд, Техас, США) — американський професійний боксер, що виступає в першій середній вазі. Об'єднаний чемпіон світу за версіями WBC (2016—2018, 2019—2023), WBA (2020—2024), IBF (2020—2023) та WBO (2022) у першій середній ваговій категорії.
Брат-близнюк американського боксера Джермалла Чарло.

## Професійна кар'єра

### Завоювання чемпіонського титулу
У січні 2016 року на конгресі WBC, що відбувався у китайському місті Куньмін, було анонсовано, що Джермелл Чарло зустрінеться за вакантний титул чемпіона у першій середній вазі з Джоном Джексоном. Пояс став вакантним після того, як Флойд Мейвезер закінчив кар'єру.
Бій відбувся 21 травня 2016 року в Лас-Вегасі. У вечері боксу виступали провідні боксери першої середньої ваги — Ерісланді Лара, Остін Траут, Ванес Мартіросян, Джармалл Чарло. Після перших семи раундів Джермелл Чарло переміг лише в одному, і у всіх трьох суддів на записках був рахунок 64-69 на користь Джексона. Однак у восьмому раунді Чарло сильно влучив правою, а потім два рази лівою. Джексон не міг захищатися, і рефері Тонні Вікс зупинив бій.
11 травня 2017 року WBC оновила свої рейтинги та поставила на перше місце американського проспекта Еріксона Любіна, який у останньому поєдинку переміг Хорхе Коту. Цей факт зробив його обов'язковим претендентом на титул Чарло. Бій відбувся 14 жовтня 2017 року на арені «Барклайс-центр» у Нью-Йорку у вечері боксу з чемпіоном за версією IBF Джарреттом Гердом, який мав захищати свій титул проти колишнього чемпіона світу Остіна Траута. Окрім цієї пари боксерів, у ринг також виходили чемпіон WBA (Super) Ерісланді Лара проти Таррелла Гауша.
Джермелл Чарло зумів захистити свій чемпіонський титул, нокаутувавши суперника у першому раунді. Перший раунд був обережний з обох сторін, боксери не викидували велику кількість ударів та мало влучали. Однак у кінці раунду Чарло влучив сильним правим ударом, який відправив Любіна на канвас. Любін зумів підвестися, але бій зупинив рефері Харві Док, який прийняв таке рішення одразу після того як претендент опинився у нокдауні та йому було дуже боляче. Після поєдинку Чарло кинув виклик чемпіону IBF Джарретту Герду. Любін розповів, що на його думку він міг продовжувати бій, але рефері справедливо його зупинив, а також причиною пропущеного удару Любін назвав те, що просто не побачив момент удару. Один із членів команди Любіна після поєдинку кинув кріслом у Чарло. За цей бій Джермелл заробив $450 000, а Любін $225 000. На телеканалі Showtime переглянуло 495 000 глядачів із піковою аудиторією 537 000.

### Чарло проти Гаррісона
22 грудня 2018 року Джермелл Чарло зазнав сенсаційної поразки одностайним рішенням суддів від співвітчизника Тоні Гаррісона, втративши титул чемпіона. Гаррісон був активнішим і точнішим за Чарло протягом усього поєдинку.

### Чарло проти Гаррісона II
Після своєї поразки Джермелл Чарло активував домовленість про реванш, але Гаррісон не міг прийняти відразу бій через проблеми зі здоров'ям, і 23 червня 2019 року Джермелл в проміжному бою нокаутував мексиканця Хорхе Коту.
Бій-реванш Чарло — Гаррісон відбувся 21 грудня 2019 року. Чарло здобув перемогу нокаутом у одинадцятому раунді, до того надсилаючи суперника в нокдауни у другому і двічі у одинадцятому раундах, і повернув собі звання чемпіона.

### Чарло проти Росаріо
26 вересня 2020 року вібувся об'єднавчий бій між чемпіоном світу за версією WBC Джермеллом Чарло і об'єднаним чемпіоном світу за версіями WBA та IBF домініканцем Джейсоном Росаріо. Чарло надсилав суперника у нокдауни у першому раунді та шостому, а у восьмому нокаутував ударом по корпусу.

### Чарло проти Кастаньйо I
17 липня 2021 відбувся об'єднавчий бій між Джермеллом Чарло і чемпіоном WBO Браяном Кастаньйо (Аргентина). В бою за чотири титули боксери не змогли виявити переможця. Судді розділеним рішенням зафіксували нічию — 117—111 на користь Чарло, 114—113 Кастаньйо і 114—114.

### Чарло проти Кастаньйо II
Реванш між Кастаньйо і Чарло мав відбутися у березні 2022 року, але був відкладений на 14 травня через травму аргентинця. Чарло дуже впевнено розпочав бій. І хоч перша половина бою пройшла у рівній боротьбі, у другій Джермелл виглядав значно краще. У сьомому раунді Чарло провів потужний контрхук в атаці суперника, але той встояв на ногах, а у десятому знов після хука Джермелла Кастаньйо опинився в нокдауні. Після продовження бою американський боксер швидко добив аргентинця. Кастаньйо зазнав першої поразки і втратив титул чемпіона, а Джермелл Чарло став абсолютним чемпіоном світу у першій середній вазі.

### Чарло проти Альвареса
30 вересня 2023 року, піднявшись на дві категорії, зустрівся в бою з абсолютним чемпіоном у другій середній вазі Саулем Альваресом (Мексика). Цікавого протистояння не вийшло — мексиканський боксер здобув впевнену перемогу одностайним рішенням. Крім того, у момент, коли перед початком поєдинку з Альваресом було оголошено його ім'я, Джермелл Чарло втратив стасус чемпіона у першій середній вазі за версією WBO.